# Prochowo
Prochowo – osada leśna w Polsce położona w województwie mazowieckim, w powiecie ostrowskim, w gminie Ostrów Mazowiecka.
W latach 1975–1998 miejscowość administracyjnie należała do województwa ostrołęckiego.